# ナタリア・ラブロワ
ナタリア・ラブロワ（英: Natalia Lavrova、1984年8月4日 - 2010年4月23日）は、ロシアの新体操選手である。
ペンザ州出身。2000年のシドニー五輪、2004年のアテネ五輪において団体2大会連続金メダルに貢献した。
しかし2010年4月23日、ペンザ州にて交通事故で死亡した。25歳没。